# Amphiglossus johannae
Amphiglossus johannae là một loài thằn lằn trong họ Scincidae. Loài này được Günther mô tả khoa học đầu tiên năm 1880.

## Hình ảnh

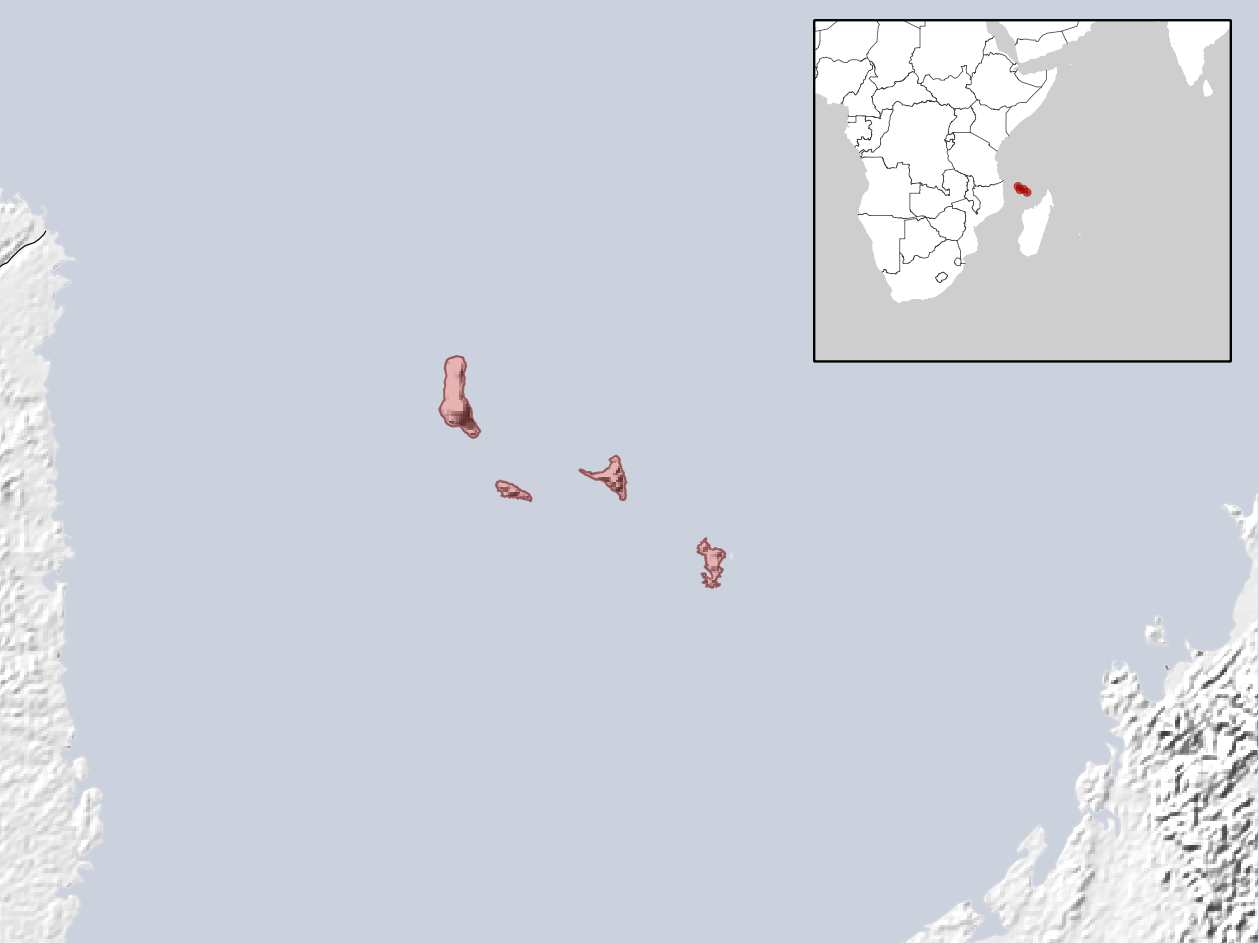